# جون جريفز سيمكو
كان جون جريفز سيمكو (بالإنجليزية: John Graves Simcoe) (25 فبراير 1752 - 26 أكتوبر 1806) جنرالًا في الجيش البريطاني وأول نائب حاكم لكندا العليا، بجنوب أونتاريو ومناطق مستجمعات المياه في خليج جورجيا وبحيرة سوبيريور، وذلك منذ عام 1791 حتى عام 1796. أسس مدينة يورك (تورنتو الآن) وكان له دور أساسي في إنشاء نظام المحاكم القانونية، والمحاكمة أمام هيئة محلفين، والقانون العام الإنجليزي، وحيازة الأراضي الحرة، وكذلك في إلغاء الرق في كندا.
كان هدفه، على المدى الطويل، تطوير كندا العليا (أونتاريو) كمجتمع أنموذجي مبني على مبادئ أرستقراطية ومحافظة، بهدف إظهار تفوق هذه المبادئ على جمهوريانية الولايات المتحدة. لم تنجح جهوده الحثيثة إلا جزئيًا في تأسيس طبقة نبلاء محلية، وكنيسة إنجلترا، وتحالف مع شعوب أصلية مختارة ضد أمريكا. يرى العديد من الكنديين، ولا سيما من في جنوب أونتاريو، أنه من مؤسسي التاريخ الكندي. يُحتفل به في يوم سيمكو بتورونتو كل عام.

## بدايات حياته
كان سيمكو الابن الوحيد الباقي على قيد الحياة لكورنيشمان جون (1710-1759) وكاثرين سيمكو (1767 تقريبًا). كان لوالديه أربعة أطفال، لكنه كان الوحيد الذي عاش لما بعد طفولته، إذ غرق بيرسي في عام 1764، في حين توفي بوليت وليام وجون وليام وهم صغار. كان والده قبطانًا في البحرية الملكية، وقائد سلاح إتش إم إس بيمبروك ذي الـ60 مدفع خلال حصار لويسبورغ (1758)، بجانب جيمس كوك كقائدًا للإبحار. توفي والده في 15 مايو 1759 بسبب الالتهاب الرئوي على متن سفينته في مصب نهر سانت لورانس قبل أشهر قليلة من حصار كيبك، ودُفن في البحر. انتقلت العائلة بعد ذلك إلى منزل والدته في إكستر. أجداده من ناحية الأب هم وليام سيمكو وماري سيمكو (الاسم قبل الزواج: ماري هاتشينسون).
تلقى تعليمه في مدرسة إكستر جرامر وكلية إيتون. أمضى سنة في كلية ميرتون، ثم قُبل في جمعية لنكولن، لكنه قرر أن يلحق بالسلك العسكري كما أراد له والده. بدأ مشواره في الماسونية في يونيون لودج بمدينة إكستر في 2 نوفمبر 1773.

## الزواج والأسرة
تعافى سيمكو من مرضه في منزل أبيه الروحي الأدميرال صامويل غريفز بمقاطعة ديفون. تزوج سيمكو، في عام 1782، من إليزابيث بوزوما جويليم، ابنة أبيه الروحي بالتبني. كانت إليزابيث وريثة ثرية، ورثت ملكية مساحتها 5,000 فدان (2,000 هكتار) في مدينة هونيتون بمقاطعة ديفون، وبنت بيتًا صغيرًا في ولفورد. كانت ولفورد مقر عائلة سيمكو حتى سنة 1923.
كان لعائلة سيمكو خمس بنات قبل انتقالهم إلى كندا. وُلد الابن فرانسيس في عام 1791. توفيت ابنتهما الكندية، كاثرين، في سن الطفولة في مدينة يورك. دفنت في حديقة فيكتوريا سكوير ميموريال في شارع بورتلاند بمدينة تورنتو. عاد فرانسيس مع والده إلى إنجلترا عندما انتهت فترة ولايته وانضم إلى الجيش. قُتل في حملة لجنود المشاة خلال حرب شبه الجزيرة عام 1812.
أصبح الابن هنري أدينغتون سيمكو عالم لاهوت إنجليزي.

## أخريات مسيرته
ترقى سيمكو عام 1794 إلى رتبة لواء. أجبره اعتلال صحته (النقرس وآلام الأعصاب) على العودة إلى بريطانيا في يوليو 1796. لم يتمكن من العودة إلى كندا العليا واستقال من منصبه في عام 1798.
عمل سيمكو لفترة وجيزة، منذ أكتوبر 1796 إلى مارس 1797، قائدًا لقوة الحملة البريطانية التي أُرسلت للاستيلاء على مستعمرة سان دومينغ الفرنسية (هايتي المعاصرة)، وسط غمرة تصاعد أحداث الثورة الهايتية. كان هنري دونداس، أول فيسكونت ميلفيل، وزير الدولة للحرب لدى رئيس الوزراء ويليام بيت الأصغر، قد أوكل إلى السير آدم وليامسون، نائب حاكم جامايكا، توقيع اتفاق مع ممثلي المستعمرين الفرنسيين، وعد فيه بإعادة النظام القديم والعبودية والتمييز ضد المستعمرين مختلطي الأعراق، وهي خطوة قوبلت بانتقادات من دعاة إلغاء الرق ويليام ويلبرفورس وتوماس كلاركسون.
تعرض سيمكو، بعد أن تولى السيطرة على القوات البريطانية في سان دومينغ، لهجوم من قبل القوات الهايتية تحت قيادة توسان لوفرتير، الذي كان في ذلك الوقت يقاتل نيابة عن الجمهورية الفرنسية. صُد هجوم على بلدة سان مارك التي تسيطر عليها بريطانيا، على الرغم من أن القوات الهايتية استولت على ميرباليه والهضبة الوسطى. استُبدل سيمكو كقائد لقوة الحملة في مارس.
عُين سيمكو في عام 1798 عقيدًا للكتيبة 81 مشاة، لكن تغير منصبه ليصبح عقيدًا للكتيبة 22 مشاة بعد أقل من ستة أشهر. كما ترقى إلى رتبة فريق وعُين قائدًا للمنطقة الغربية. عُين في عام 1806 قائدًا عامًا للقوات المسلحة في الهند (لخلافة اللورد كورنواليس، الذي توفي بعد وقت قصير من وصوله إلى الهند). توفي سيمكو في مدينة إكستر بإنجلترا، قبل توليه المنصب. أُعيد تعيين جيرارد ليك ليحل محل سيمكو.
دفن سيمكو في كنيسة ولفورد بضيعة عائلة سيمكو بالقرب من هونيتون بمقاطعة ديفون. حصلت مؤسسة أونتاريو للتراث على ملكية الكنيسة في عام 1982.
يمكن رؤية العديد من متعلقات سيمكو الشخصية، من بينها سيوفه وعكازه في أرشيف أونتاريو في تورونتو. تتوفر مقتنيات إليزابيث سيمكو الشخصية ومئات من لوحاتها المائية بالأرشيف كذلك.